# Zodiakallys
Zodiakallys er en svag, næsten trekantet lyskegle på nattehimlen, som forekommer i nærheden af Solen langs ekliptika eller zodiakalen (Dyrekredsen). På nordlige breddegrader er zodikallys mest synligt på vesthimlen om foråret efter skumringen (aften), eller på augusthimlen om efteråret lige før daggry (morgen). Zodiakallys er så svagt, at det kan blive tilsløret af månelys eller lysforurening. I troperne er zodiakallys synlig året rundt.
Fænomenet blev undersøgt af den italienske astronom Giovanni Cassini i 1683, men det blev først forstået og forklaret af Nicolas Fatio de Duillier i 1684.
Zodiakallys er tilbagekastet sollys fra interplanetarisk støv, der befinder sig i ekliptika, det samme plan som Jordens bane om Solen.